# Marina 101
Marina 101 is een wolkenkrabber in Dubai, Verenigde Arabische Emiraten. Het gebouw is 425 meter hoog met 101 verdiepingen. De bouw van Marina 101 kostte ongeveer € 307 miljoen.
Het gebouw wordt zowel als hotel als woning gebruikt. Eerst was een deal afgesloten met de Dream hotelketen, en was sprake van een naamswijziging naar Dream Dubai Marina voor het gebouw, nadien volgde een overeenkomst met Hard Rock Hotels. Marina 101 bevat 324 hotelkamers en suites en 506 woningen.

## Bouwgeschiedenis
- In oktober 2008 kwam Marina 101 boven straatniveau.
- In april 2009 bereikte Marina 101 verdieping 12.
- In juni 2009 bereikte Marina 101 verdieping 17.
- In augustus 2009 bereikte Marina 101 verdieping 28.

## Galerij

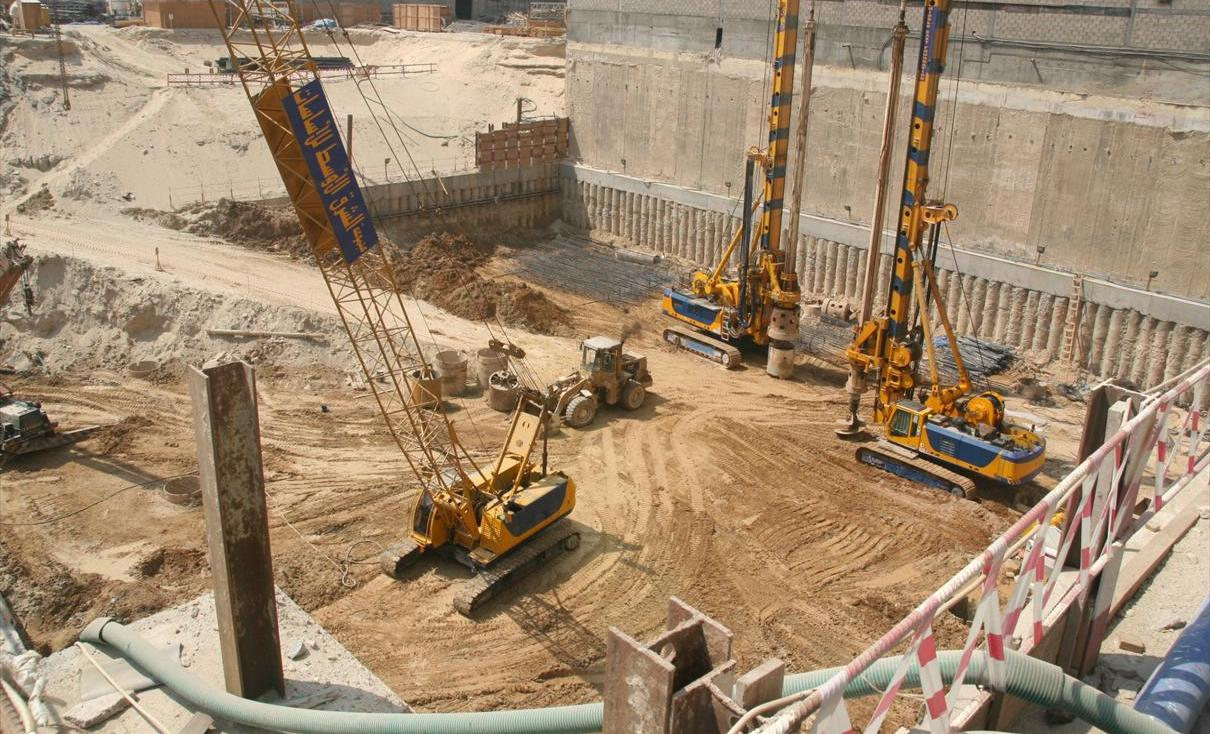
Marina 101 op 3 augustus 2007
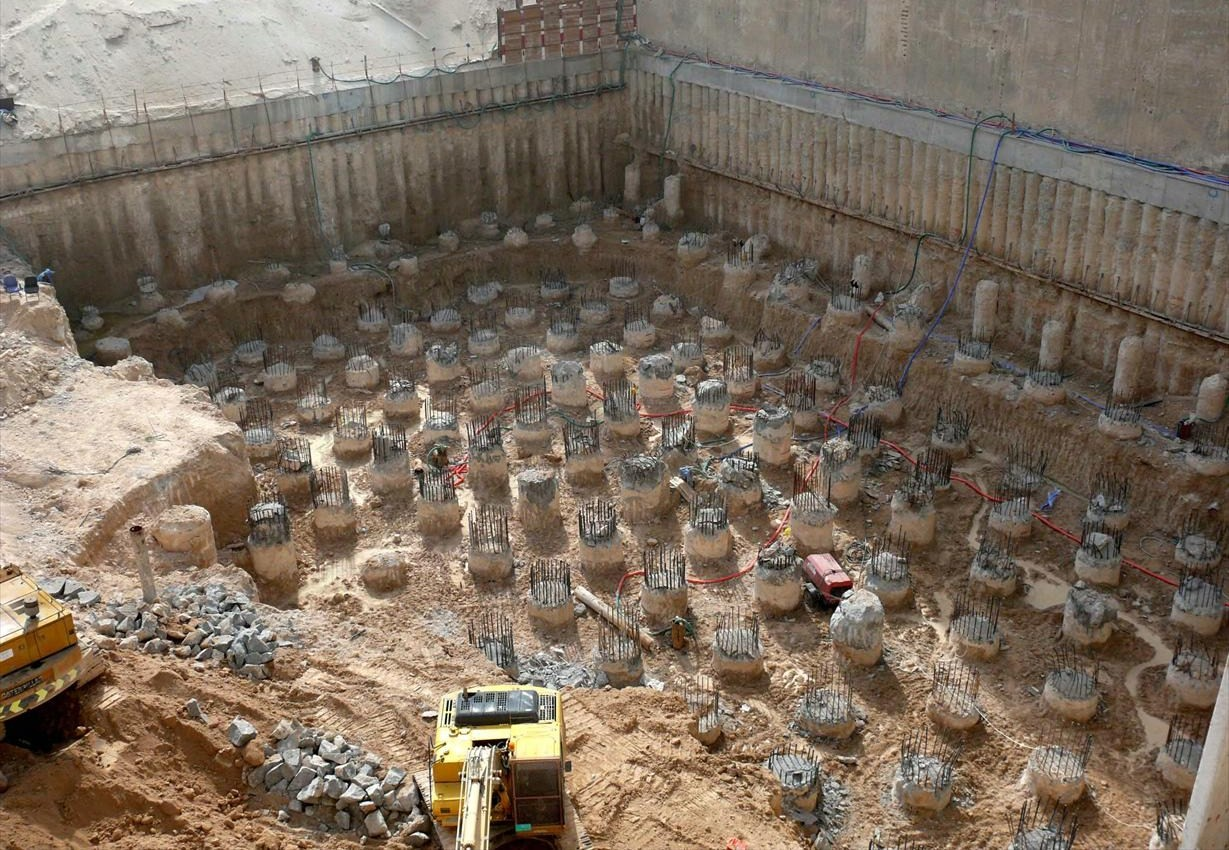
Marina 101 op 4 januari 2008